# 碁石村
碁石村（ごいしむら）は、かつて富山県氷見郡にあった村。村名は旧村西部にある碁石ヶ峰に由来する。

## 沿革
- 1889年（明治22年）4月1日 - 町村制の施行により、射水郡味川村、上余川村、一刎村、吉懸村、懸札村及び寺尾村がの区域をもって、射水郡碁石村が発足する。
- 1896年（明治29年）3月29日 - 郡制の施行のため、射水郡の区域から分立して、氷見郡が発足により、氷見郡に所属となる。
- 1952年（昭和27年）8月1日 - 氷見郡氷見町に編入する。同日、氷見郡氷見町は市制施行して、氷見市となる。

## 歴代村長
出典→
1. 池田六左衛門（1889年6月12日 - 1893年6月11日）
2. 寺沢長佐衛門（1893年6月15日 - 1897年6月14日）
3. 池田六左衛門（1897年6月15日 - 1905年6月14日）
4. 池田六左衛門（1905年7月8日 - 1907年3月31日）
5. 池田六左衛門（1907年4月22日 - 1911年4月21日）
6. 池田六左衛門（1911年4月22日 - 1915年4月21日）
7. 池田六左衛門（1915年4月22日 - 1919年4月21日）
8. 池田六左衛門（1919年4月22日 - 1923年4月21日）
9. 小川与三郎（1923年4月28日 - 1927年4月27日）
10. 菅沢佐之助（1927年4月28日 - 1931年4月25日）
11. 池田六左衛門（1931年5月9日 - 1931年9月15日）
12. 奥原久平（1931年10月16日 - 1935年10月15日）
13. 森誠之（1935年11月25日 - 1939年11月24日）
14. 山口藤作（1939年11月29日 - 1943年11月28日）
15. 清水清一（1943年12月1日 - 1946年2月1日）
16. 谷内栄清（1946年3月26日 - 1946年12月15日）
17. 山口圭三（1947年4月9日 - 1951年4月4日）
18. 井藤忠平（1951年4月24日 - 1952年7月31日）